# Méthode d'alto (Bruni)
La Méthode pour l'alto-viola contenant les principes de cet instrument, suivis de vingt cinq études est un traité pédagogique pour alto publié par Antonio Bartolomeo Bruni. La première édition connue a été publiée en 1805 à Paris chez l'éditeur Cotelle.

## Description
La Méthode se divise en deux parties, comme les autres méthodes de l’époque. Bruni passe sous silence les notions théoriques et pratiques de base, les délègue à des méthodes plus élémentaires et suppose que le lecteur est déjà un violoniste expert, mais propose des exercices de lecture dans la tonalité contralto. Concernant le timbre de l'instrument, Bruni recommande d'éviter l'utilisation de cordes à vide, notamment la première, jugeant le timbre trop nasillard. C'est une opinion qui s'est établie au XIXe siècle, également pour le violon (dont les cordes ouvertes étaient considérées comme trop aiguës, surtout la première) et qui est également liée au fait que les instruments utilisés à l'époque étaient principalement de petits altos et souvent de mauvaise qualité, joués par des musiciens non qualifiés.
La première partie contient treize courtes leçons qui présentent des problèmes et problématiques de doigté et de doubles cordes. Elle est suivie de 25 études pour alto, qui constituent la deuxième partie dont la difficulté n'est pas à la portée des débutants. Il s'agit d'études de différentes durées (deux sont des thèmes avec variations, les 17 et 21) qui présentent divers problèmes d'archet (staccato, arpégé, détaché), de doigtés et d'utilisation de doubles cordes.
La Méthode de Bruni a été rééditée continuellement par la suite et est l'une des méthodes d'alto les plus utilisées et les plus réussies du début du XIXe siècle, et les 25 études sont restées d'usage courant dans l'enseignement de l'alto.
Les 25 études de Bruni ont été enregistrées pour la première fois par l'altiste italien Marco Misciagna en 2024.